# Microsoft Word
Microsoft Word este un procesor de text, parte a suitei (pachetului) Microsoft Office. Numele întreg este Microsoft Office Word deși popular se numește Microsoft Word, MS Word sau doar Word in unele cazuri. Prima lui versiune datează din 1983 fiind inițial disponibil sub numele de Multi-Tool Word pentru Xenix systems., doar pentru MS-DOS (ultima versiune MS-DOS fiind 6 în 1993). În 1985, Microsoft Word a fost lansat și pe (atunci noua) platformă Apple Macintosh, iar în 1989 pentru Windows, Microsoft continuând să suporte ambele platforme până astăzi. În 1992-1993, Microsoft a oferit și o versiune de Word pentru sisteme Unix (mai precis distribuția SCO), ofertă care însă a fost de foarte scurtă durată. Versiunea cea mai recentă este Word 2021 pentru Windows, respectiv Word 2019 pentru sisteme Macintosh (folosind Mac OS X, atât pe arhitectură Intel cât și PowerPC). Formatul nativ a fost .doc, de la versiunea 1 până la Word 2003 devenind de la Word 2007 .docx ( extensia ".docx" este folosită în noul standard internațional  Office Open XML pentru documentele Office).
Există și posibilitatea transformării unei pagini scanate, a unei fotografii sau a unui fișier PDF în document Word. Există foarte multe aplicații destinate pentru a realiza acest lucru, care poartă numele OCR (Optical Character Recognition – recunoaștere optică a caracterelor). Există și servicii online care îndeplinesc aceeași sarcină. Eficiența unui astfel de program este dată de abilitatea de a nu interpreta greșit anumite caractere, cuvinte sau pasaje din documentul inițial. De asemenea, multe dintre aceste aplicații oferă opțiunea de a selecta limba în care a fost redactat fișierul PDF sau fotografia care va fi transformată document editabil.

Pictogramă reprezentând un document creat folosind Word 2010